# Miconia saltuensis
Miconia saltuensis är en tvåhjärtbladig växtart som beskrevs av John Julius Wurdack. Miconia saltuensis ingår i släktet Miconia och familjen Melastomataceae. Inga underarter finns listade i Catalogue of Life.